# Julian Cyr
Julian Andre Cyr là một chính khách người Mỹ, người được bầu vào Thượng viện bang Massachusetts năm 2016. Một đảng viên Dân chủ, ông đại diện cho quận Cape and Islands.
Một người gốc ở Truro, Massachusetts, trước khi đắc cử vào thượng viện, ông đã làm việc về các vấn đề chính sách và quy định cho Bộ Y tế Công cộng Massachusetts và từng là chủ tịch của Ủy ban Massachusetts về LGBT Thanh niên.

## Bầu cử
Cyr đã giành chiến thắng chính vào ngày 8 tháng 9 trước Sheila Lyons. Chính được coi là cạnh tranh, và nhiều dấu hiệu cỏ đã được nhìn thấy trên Tuyến đường 6 và trên khắp Cape Cod. Cyr giành được 55% đến 38% chính.
Cyr đã giành chiến thắng trong cuộc tổng tuyển cử vào ngày 8 tháng 11 trước Tony Schiavi, sau khi giành được 57% đến 43%.